# Theater am Kärntnertor

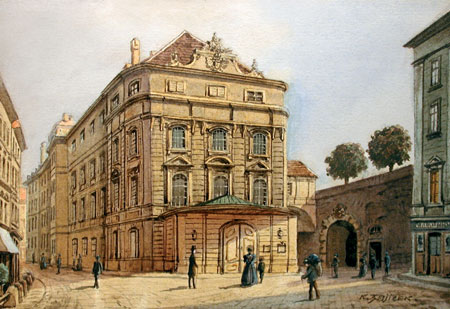
El Theater am Kärntertor dibuixat per Carl Wenzel Zajicek

El Theater am Kärntnertor o Kärntnertortheater (Teatre de la Porta de Caríntia) va ser un teatre prestigiós de Viena dels segles xviii i xix. El seu nom oficial era Kaiserliches und Königliches Hoftheater zu Wien, és a dir: Teatre de la Cort Imperial i Reial de Viena.

## Història
A principis del segle xviii, la ciutat de Viena no disposava de cap edifici de teatre independent; grups ambulants actuaven per diverses sales de pilota (les Ballhäuser, on es jugava al jeu de paume) o d'altres construccions improvisades. Per tal d'agrupar les diverses activitats teatrals, però també per raons de seguretat (com ara la prevenció contra incendis), es buscà una ubicació per a l'anomenada "Casa de la Comèdia", i l'any 1704 se'n trià la ubicació definitiva prop de l'antic Kärntnertor (més o menys on ara hi ha l'Hotel Sacher). El 1709, s'hi construí el teatre segons el disseny d'Antonio Beduzzi.
El divendres 7 de maig de 1824 s'hi estrenà la Novena simfonia de Beethoven.